# Klaus-Dieter Sieloff
Klaus-Dieter Sieloff (ur. 27 lutego 1942 w Prusach Wschodnich, zm. 13 grudnia 2011 w Stuttgarcie) – piłkarz niemiecki grający na pozycji obrońcy.

## Kariera klubowa
Karierę piłkarską Sieloff rozpoczął w amatorskim klubie o nazwie FV Rottweil 08. Następnie trafił do VfB Stuttgart i w 1960 roku zadebiutował w jego barwach w Oberlidze. W jej rozgrywkach grał ze Stuttgartem przez trzy lata, czyli do czasu utworzenia przez Niemiecki Związek Piłki Nożnej Bundesligi. Nie wystąpił w pierwszym historycznym meczu VfB w tych rozgrywkach, ale debiut w Bundeslidze zaliczył już w 2. kolejce, 31 sierpnia 1963 w wygranym 2:0 domowym meczu z Herthą Berlin. W Stuttgarcie grał do 1969 roku i był podstawowym zawodnikiem tej drużyny. Łącznie w jej barwach rozegrał (licząc Oberligę i Bundesligę) 181 meczów, w których zdobył 22 gole.
Latem 1969 roku Sieloff przeszedł do Borussii Mönchengladbach. Swoje pierwsze spotkanie w barwach Borussii rozegrał 16 sierpnia tamtego roku, przegrane przez Mönchengladbach 0:2 na wyjeździe z FC Schalke 04. Już w 1970 roku wywalczył z Borussią swoje pierwsze w karierze mistrzostwo RFN. Z kolei w 1971 roku powtórzył to osiągnięcie. W 1973 roku awansował z Borussią do finału Pucharu RFN, a zespół wygrał 2:1 z 1. FC Köln. W tym samym roku Borussia zagrała też w finale Pucharu UEFA z Liverpoolem jednak przegrała ten dwumecz (0:3, 2:0), a Sieloff z powodu kontuzji nie pojawił się na boisku. Do 1974 roku wystąpił w 123 spotkaniach drużyny i strzelił w nich 15 bramek.
W 1974 roku Sieloff został zawodnikiem Alemannii Akwizgran. W Alemannii grał przez dwa lata w rozgrywkach drugiej lidze RFN, a w 1976 roku będąc jej piłkarzem zakończył karierę.
| Sezon   | Klub                     | Kraj | Rozgrywki     | Mecze | Bramki |
| ------- | ------------------------ | ---- | ------------- | ----- | ------ |
| 1960/61 | VfB Stuttgart            | RFN  | Oberliga      | 6     | 0      |
| 1961/62 | VfB Stuttgart            | RFN  | Oberliga      | 14    | 1      |
| 1962/63 | VfB Stuttgart            | RFN  | Oberliga      | 21    | 0      |
| 1963/64 | VfB Stuttgart            | RFN  | Bundesliga    | 22    | 1      |
| 1964/65 | VfB Stuttgart            | RFN  | Bundesliga    | 27    | 0      |
| 1965/66 | VfB Stuttgart            | RFN  | Bundesliga    | 25    | 6      |
| 1966/67 | VfB Stuttgart            | RFN  | Bundesliga    | 22    | 6      |
| 1967/68 | VfB Stuttgart            | RFN  | Bundesliga    | 27    | 6      |
| 1968/69 | VfB Stuttgart            | RFN  | Bundesliga    | 18    | 2      |
| 1969/70 | Borussia Mönchengladbach | RFN  | Bundesliga    | 33    | 3      |
| 1970/71 | Borussia Mönchengladbach | RFN  | Bundesliga    | 33    | 6      |
| 1971/72 | Borussia Mönchengladbach | RFN  | Bundesliga    | 25    | 4      |
| 1972/73 | Borussia Mönchengladbach | RFN  | Bundesliga    | 6     | 0      |
| 1973/74 | Borussia Mönchengladbach | RFN  | Bundesliga    | 26    | 2      |
| 1974/75 | Alemannia Aachen         | RFN  | 2. Bundesliga | 22    | 3      |
| 1975/76 | Alemannia Aachen         | RFN  | 2. Bundesliga | 21    | 0      |

## Kariera reprezentacyjna
W reprezentacji RFN Sieloff zadebiutował 7 czerwca 1964 roku w wygranym 4:1 towarzyskim spotkaniu z Finlandią. W 1966 roku został powołany przez selekcjonera Helmuta Schöna do kadry na mistrzostwa świata w Anglii. Tam był rezerwowym i nie rozegrał żadnego spotkania, a drużyna RFN została wicemistrzem świata. W 1970 roku zaliczył swój drugi mundial. Także i na tym mundialu nie zaliczył żadnego meczu, a drużyna RFN zajęła 3. miejsce. W kadrze narodowej do 1971 roku rozegrał 14 meczów i zdobył 5 goli.